# Bioreactor electrochimic
Bioreactorul electrochimic este un tip de reactor electrochimic folosit pentru desfășurarea unor procese bioelectrochimice. Se folosește în procesele de depoluare, electrosinteze și în conversii de energie.